# Грошереа (Горж)
Грошереа (рум. Groșerea) насеље је у Румунији у округу Горж у општини Аниноаса. Oпштина се налази на надморској висини од 141 m.

## Становништво
Према подацима из 2002. године у насељу је живело 727 становника, од којих су сви румунске националности.